# Riżskij Post
Riżskij Post (ros. Рижский Пост) – przystanek kolejowy w miejscowości Briańsk, w obwodzie briańskim, w Rosji. Położony jest na linii łączącej dwie największe stacje briańskiego węzła kolejowego: Briańsk Orłowski i Briańsk Lgowski.